# خوزه لگرا
خوزه لگرا (اسپانیایی: José Legrá‎؛ زادهٔ ۱۹ آوریل ۱۹۴۳) بوکسور اهل کوبا بود.